# Biene Maja
Die Biene Maja ist die Hauptfigur in zwei Anfang des 20. Jahrhunderts erschienenen Romanen des deutschen Schriftstellers Waldemar Bonsels (1880–1952) und in einer zwischen 1975 und 1980 produzierten japanisch-deutschen Zeichentrickserie sowie deren Adaption als Comicserie ab 1976. Hinzu kamen 2013 eine Neuauflage der Serie in animiertem 3D-Format sowie ein darauf basierender Kinofilm 2014. Außerdem existieren mehrere Bühnenfassungen, u. a. ein Theaterstück und ein Musical.

## Bücher
Waldemar Bonsels war in den 1920er-Jahren einer der meistgelesenen deutschen Schriftsteller. In seinen Büchern Die Biene Maja und ihre Abenteuer (Erstveröffentlichung 1912) und Himmelsvolk (Erstveröffentlichung 1915) verarbeitete er seine Kindheitserlebnisse in der freien Natur rund um den Bredenbeker Teich in Ahrensburg sowie (nach dem Umzug 1910 nach Schleißheim bei München) seine Beobachtungen im Park der Schlossanlage Schleißheim. Mittlerweile wurden diese beiden Werke in über 40 Sprachen übersetzt. Biene Maja und ihre Abenteuer war nicht nur das erfolgreichste Buch Bonsels’, sondern zudem „nahezu das einzige Werk des Autors, das er nicht für Erwachsene, sondern für Erwachsene und Kinder“ schrieb.

### Figuren
Im Buch von 1912 kommen neben namenlosen Tieren (Insekten, Fische u. a.) und weiteren bedeutsamen Figuren (verliebte Menschenkinder, Drohn, Blumenelf, Grashüpfer, Hornissen, Glühkäfer, Ameisen, Wanze, Rotkehlchen, Regenwurm) folgende benannte Figuren vor:
- Maja, Honigbiene
- Helene VIII., regierende Bienenkönigin
- Fräulein Kassandra, Majas Erzieherin
- Turka, Gehilfin
- Peppi, Rosenkäfer
- Schnuck, Libelle
- Hans Christoph, Brummer
- Kurt, Mistkäfer (gibt sich als Rosenkäfer aus)
- Iffi, Grille
- Puck, Stubenfliege
- Thekla, Kreuzspinne
- Fritz, Schmetterling
- Fridolin, Borkenkäfer
- Hannibal, Weberknecht
- Alois Siebenpunkt, Marienkäfer
- Hieronymus, Tausendfüßer
- Dr. Heinrich, Schnecke
- Oberst Paul Emsig, Chef der Ameisen-Soldatentruppe

Andere bekannte Biene-Maja-Figuren wie der Grashüpfer Flip und der Bienenjunge Willi stammen nicht von Waldemar Bonsels, sondern wurden erst für die Zeichentrickfilmserie entwickelt und benannt.

## Filme
In den Jahren 1924 und 1925 adaptierte der Biologe und Kulturfilmregisseur Wolfram Junghans das Buch in Gemeinschaft mit Waldemar Bonsels für das Kino. Die Handlung wurde mit lebenden Insekten nachgestellt, was sich in der langen Produktionszeit von fast zwei Jahren niederschlug. Der Stummfilm in sechs Akten wurde am 8. April 1926 im Dresdner Capitol uraufgeführt und erhielt besonders für seine technische Leistungen gute Kritiken.
Der Film Die Biene Maja und ihre Abenteuer wurde 2004 vom Filmarchiv des Bundesarchivs anhand einer aus Finnland stammenden Kopie in Zusammenarbeit mit der Waldemar-Bonsels-Stiftung rekonstruiert und restauriert. 2011 schrieb der österreichische Komponist Florian C. Reithner eine Begleitmusik, die als Filmvertonung 2012 auf DVD erschienen ist.
2014 erschien die deutsch-australische Produktion Biene Maja – Der Kinofilm als 3D-Animation.

## Bühne
Es gibt einige Theaterbearbeitungen von Bonsels’ Romanen, so das Kinderstück Die Biene Maja und ihre Abenteuer von Rainer Lenz und das Musical Maja und Co. von Peter Lund (Text) und Wolfgang Böhmer (Musik), das 2006 in der Neuköllner Oper in Berlin uraufgeführt wurde.

## Trickfilmserien
In den 1970er Jahren wurden die Bücher mit Die Biene Maja erstmals als Fernsehserie umgesetzt. Die Trickfilmumsetzung entstand auf Initiative des ZDF beim japanischen Trickstudio Zuiyo Enterprise als Anime Mitsubachi Māya no Bōken (jap. みつばちマーヤの冒険) in zwei Staffeln mit je 52 Episoden. Regisseur war Hiroshi Saitō. Der Titelsong der deutschsprachigen Version der Serie, Die Biene Maja, wurde von dem tschechischen Komponisten Karel Svoboda komponiert und von Karel Gott gesungen. Am 9. September 1976 wurde unter dem Titel Maja wird geboren die erste Folge im ZDF ausgestrahlt.
2012 produzierte Studio 100 eine neue, computeranimierte 3D-Serie, die auf Deutsch als Die Biene Maja veröffentlicht wurde. Die Figuren unterscheiden sich deutlich von denen der 1970er Jahre und wurden wesentlich schlanker gestaltet, um sie den heutigen Sehgewohnheiten anzupassen. Das Titellied wurde durch eine von Helene Fischer gesungene Version ersetzt. Die 78 je elf Minuten langen Folgen kosteten insgesamt rund 12 Millionen Euro. Am 29. März 2013 startete die Serie im ZDF. Im September 2016 wurde mitgeteilt, dass 52 neue Folgen produziert werden und Ende 2017 im ZDF und KiKA ausgestrahlt werden.

## Philatelistisches
Mit dem Erstausgabetag 3. Dezember 2020 gab die Deutsche Post AG unter der Bezeichnung Helden der Kindheit: Die Biene Maja ein Postwertzeichen im Nennwert von 80 Eurocent heraus. Der Entwurf stammt von der Grafikerin Jennifer Dengler aus Bonn.

## Auszeichnungen
- Goldene Schallplatte[8]
  - 7× in Gold

- Kids Award
  - 2× in Gold
  - 5× in Platin

## Sonstiges
Das oben abgebildete Titelbild der US-amerikanischen Ausgabe ist im Verlag von Thomas Seltzer erschienen, dessen Frau Adele Szold-Seltzer (* 1876 in Baltimore; † 1940) die Übersetzung ins Englische vorgenommen hatte. Adele Szold-Seltzer stammte aus einer ungarischen jüdischen Familie. Ihre Eltern, Benjamin Szold (1829–1902) und seine Frau Sophie (geborene Schaar, 1839–1916), waren 1859 in die USA eingewandert, wo Benjamin Szold Rabbiner an der Oheb Shalom-Synagoge in Baltimore wurde. Benjamin Szold hatte zuvor am Jüdisch-Theologischen Seminar in Breslau eine Ausbildung absolviert. Die ältere Schwester von Adele Szold-Seltzer ist die zionistische Aktivistin Henrietta Szold.
Die Biene Maja und ihre Freunde Flip und Willi kann man täglich im Plopsaland Deutschland antreffen, um mit ihnen Fotos zu machen. Dazu gibt es seit der Saison 2012 ein parkeigenes Majaland mit Attraktionen rund um die Biene Maja.
Eine Kritik zur gängigen Personifizierung oder Vermenschlichung von Tieren oder Pflanzen in Kinder- und Jugendbüchern auch in der Biene Maja findet man bei Maria Lazar.
Seit 2013 brachte Studio 100 mehrere Lernspiele mit Biene Maja als Mobile App heraus.
Seit 1. Januar 2023 erscheint die Original-Fassung des Romans als Hörbuch-Podcast, gelesen vom Kölner Hörbuchsprecher Stefan Krombach.

## Comics
Auf der Grundlage der Fernsehserie erschienen beim Bastei Verlag unter dem Titel Die Biene Maja von 1976 bis 1981 eine 163-bändige Comicserie (Zweitauflage ab 1977) sowie von 1977 bis 1979 insgesamt 17 Taschenbücher. Neuauflagen mit reduzierter Folgenzahl erschienen bis 1992. Die Zeichnungen stammten vom Münchner Atelier Roche (aushilfsweise vom spanischen Studio Ortega), wo neue Geschichten und Figuren kreiert und jahrelang Illustrationen für Biene-Maja-Merchandising produziert wurden.
Neue Figuren in der Comic-Reihe
Die Autoren der Comic-Serie haben zahlreiche Charaktere hinzugefügt, u. a.
- Bienenoberst
- Toff und Zürpel, Wächter
- Schimmy, Silberfischchen und Kleinganove

Der Verlag DeVision brachte von September 1998 bis August 1999 weitere Biene-Maja-Hefte heraus.

## Videospiele

### Spiele basierend auf dem Anime
- 2005: Das Große Gewitter (PC, Tivola)
- 2005: Maja auf Blütenjagt (Flash, ZDF)[14]
- 2004: Flippern mit Flipp (Flash, ZDF)[15]
- Eine tolle Überraschung (PC, Tivola)
- 2005: Wer hilft Willi? (PC, Tivola)
- Flieg, Maja, flieg! (PC, Tivola)
- & Ihre Freunde (Gameboy & Gameboy Color, Acclaim)
- Auf der Klatschmohnwiese (Gameboy Color, Acclaim)
- Das große Abenteuer (Gameboy Advance, Acclaim)
- Klatschmohnwiese in Gefahr (Nintendo DS, Midway)

### Spiele basierend auf der 3D Serie
- Maja (Nintendo DS, Studio 100)